# 名人堂

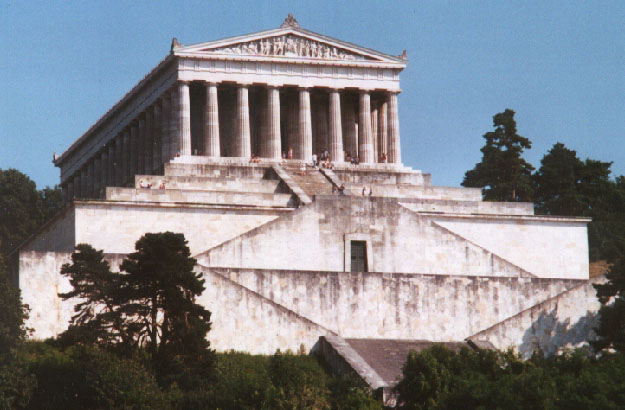
位於德國的名人堂神殿：瓦爾哈拉神殿

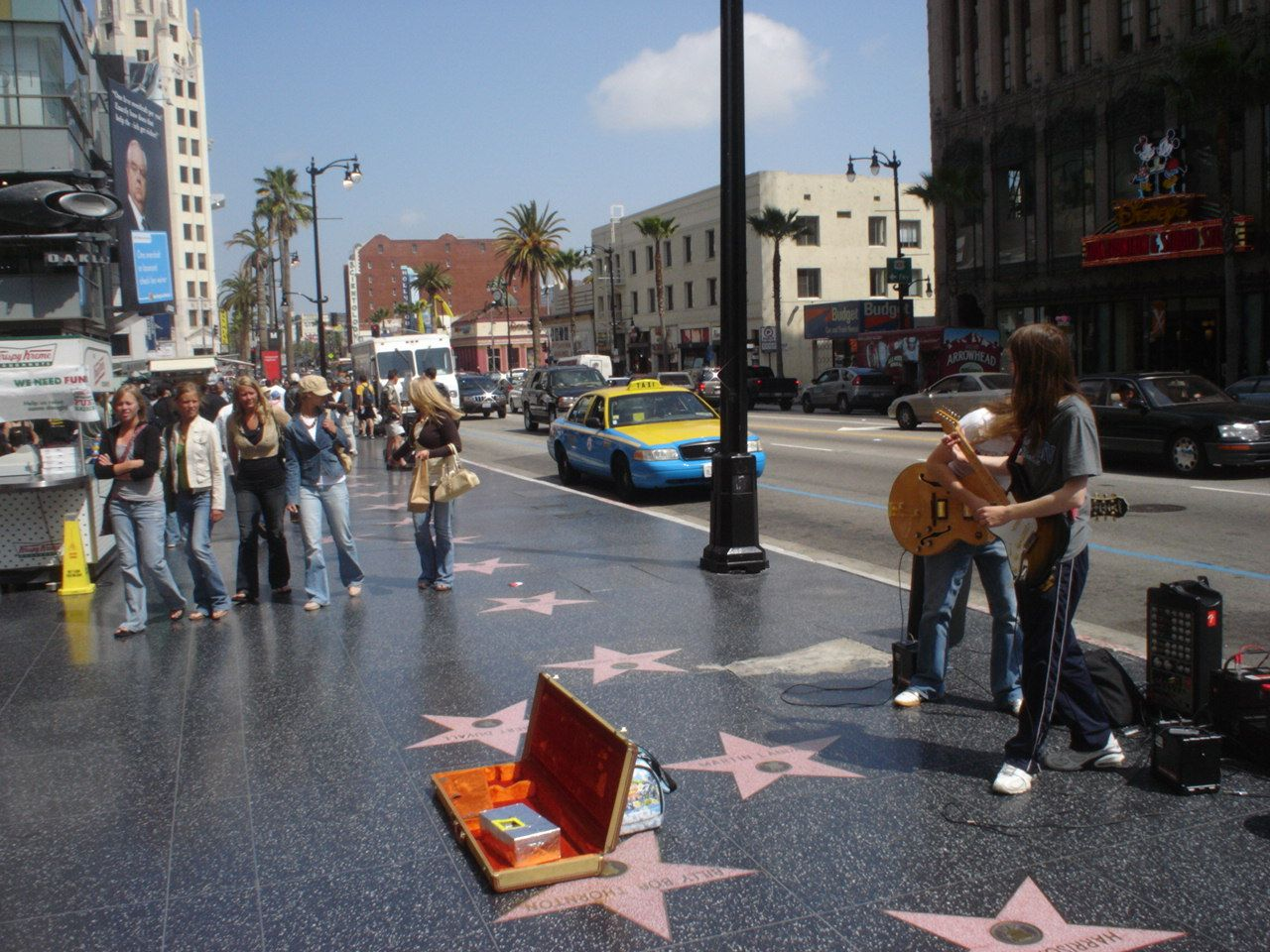
美國洛杉磯好萊塢星光大道

名人堂（英語：Hall of Fame），亦稱作殿堂，是用來紀念知名人士，或是在特定領域中的傑出人士之建筑物。「名人」（Fame）的意義已經被改變了很多年，其原始的字義應為「聲譽」（Renown），而不是今時大眾所熟知的「名流」（Celebrity）。在一些情況下，名人堂具有實質的殿堂或博物館，以雕塑或大事記牌匾的展示方式來銘記受獎者，並展示其相關文物史料。有時受獎者的大事記被發佈於牆上（如「名人牆」（Wall of Fame））或是銘刻於人行道上（如「星光大道」（Walk of Fame）或「名人大道」（Avenue of Fame））而不是在牌匾上。有些名人堂則更為精簡，只包含了由組織或社群所維護的值得關注的個人列表。位在紐約市布朗克斯社區學院的美國偉人名人堂於1900年修建完成，這使得名人堂這個英語詞彙在美國更為普及化。美國偉人名人堂源自德國慕尼黑名人堂的啟發。構思於1807年，修建于於1900年與1907年间，位在德國巴伐利亞的瓦爾哈拉神殿，則是一座更早期的名人堂。